# Базаргулово
Базаргу́лово (баш. Баҙарғол) — деревня в Учалинском районе Республики Башкортостан Российской Федерации. Входит в состав Уральского сельсовета. Располагается на левом берегу реки Кандыбулак.

## География

### Географическое положение
Расстояние до:
- районного центра (Учалы): 39 км,
- центра сельсовета (Уральск): 9 км,
- ближайшей железнодорожной станции (Учалы): 46 км.

## Население
| 2002 | 2009 | 2010 |
| ---- | ---- | ---- |
| 63   | ↘56  | ↘47  |

Национальный состав
Согласно переписи 2002 года, преобладающая национальность — башкиры (100 %).